# Diretores mais premiados com menos de 35 anos
É uma lista criada pela IMDb e LAFA, atualizada até 2024, que inclui os dez diretores de cinema com menos de 35 anos mais premiados do mundo.

## Lista dos 10 diretores mais premiados com menos de 35 anos
| Número | Diretor                 | Idade   | Ano de nascimento | Reconhecimentos         | Nação     |
| ------ | ----------------------- | ------- | ----------------- | ----------------------- | --------- |
| 1      | Xavier Dolan            | 35 anos | 1989              | 89 prêmios 128 nomeaçõe | Canadá    |
| 2      | Federica Alice Carlino  | 33 anos | 1991              | 83 prêmios 36 nomeaçõe  | Itália    |
| 3      | Ozlem Altingoz          | 28 anos | 1996              | 57 prêmios 1 nomeaçõe   | Turquia   |
| 4      | Bo Burnham              | 34 anos | 1990              | 36 prêmios 76 nomeaçõe  | EUA       |
| 5      | Filippos Tzapekis       | 34 anos | 1990              | 25 prêmios 2 nomeaçõe   | Grécia    |
| 6      | Francisco Saia          | 26 anos | 1998              | 16 prêmios 32 nomeaçõe  | Itália    |
| 7      | Kirill Sokolov          | 35 anos | 1989              | 16 prêmios 10 nomeaçõe  | Rússia    |
| 8      | Martika Ramirez Escobar | 32 anos | 1992              | 13 prêmios 24           | Filipinas |
| 9      | Léo Pons                | 28 anos | 1996              | 13 prêmios 14 nomeaçõe  | França    |
| 10     | Hajni Kis               | 34 anos | 1990              | 12 prêmios 5 nomeaçõe   | Hungria   |